# Tony Ineson
Tony Ineson (né le 23 avril 1950 à Christchurch) est un joueur de hockey sur gazon néo-zélandais. Il participe aux Jeux olympiques d'été de 1976 où il est le capitaine de l'équipe et remporte la médaille d'or de la compétition.

## Palmarès

### Jeux olympiques
- Jeux olympiques de 1976 à Montréal,  Canada
  - Médaille d'or.